# Saschori
Saschori (georgisch სასხორი) ist ein Dorf in Georgien, in der Region Mzcheta-Mtianeti. Sie gehört zur Munizipalität Mtscheta und ist mit 332 Einwohnern (2014) heute die kleinste Gemeinde Georgiens.
Einwohnerentwicklung
| Jahr | Einwohner |
| ---- | --------- |
| 2002 | 351       |
| 2014 | 332       |

Anmerkung: Volkszählungsdaten